# Sonbhadra
Sonbhadra (alternativt Robertsganj) är en stad i den indiska delstaten Uttar Pradesh, och är den administrativa huvudorten för distriktet Sonbhadra. Staden hade 36 689 invånare vid folkräkningen 2011, vilket gör den till distriktets tredje största stad.